# Jorge Aguilar
Jorge Roberto Aguilar Mondaca (Santiago, 8 de janeiro de 1985) é um ex-tenista profissional chileno, seu melhor ranking alcançou em 2010, de 167° do mundo.